# Зельтерс (Вестервальд)
Зельтерс (нем. Selters) — город в Германии, в земле Рейнланд-Пфальц.
Входит в состав района Вестервальд. Подчиняется управлению Зельтерс (Вестервальд). Население составляет 2757 человек (на 31 декабря 2010 года). Занимает площадь 8,71 км². Официальный код — 07 1 43 067.